# 부산 BNK 썸
부산 BNK 썸 WBT(Busan BNK Sum Women's Basketball Team)는 대한민국 부산광역시에 있는 농구 선수단이다. BNK캐피탈 운영하는 여자 프로 농구단이며, 2019년에 창단되었다. 부산광역시를 연고로 하고 한국여자프로농구에 참가하고 있다. 홈 경기장은 부산실내체육관이다. 사실상의 전신은 인천을 연고지로 한 금호생명 팰컨스라는 이름으로 2000년에 창단되었다. 2005년 연고지를 경기도 구리시로 이전했고, 2006년 구단명을 금호생명 레드윙스로 변경했다. 금호생명이 KDB금융그룹 계열로 편입되어 2010년 KDB생명보험으로 모기업명이 변경되면서 2010 퓨처스 리그부터 KDB생명 위너스로 변경되었다. 그러나 2018년 10월 1일 모기업인 KDB생명이 해체 선언을 하고, 한국여자농구연맹이 위탁 운영하게 되면서 그와 함께 경기도 수원시로 연고지를 임시 이전했다. 2018년 10월 24일 OK저축은행이 2018-2019시즌 네이밍 스폰서로 참여하면서, 팀명을 OK저축은행 읏샷으로 임시로 변경하며 1시즌을 치렀다.
2019년 2월 말 BNK 캐피탈이 인수 의사를 밝힌 뒤, 동년 4월 8일 정식 창단하고 부산광역시로 연고지를 옮겨서 부산 BNK 썸으로 팀명이 변경되었다. 다만 금호생명-KDB생명-위탁운영팀(읏샷) 시절의 역사는 승계하지 않고 있다. 창단 초기 2시즌 동안은 금정체육관을 홈으로 이용했고, 박정은 감독이 부임한 후 2021-2022 시즌부터 사직실내체육관을 홈으로 이용하고 있다. 2025년 8월 19일에 운영 주체가 BNK캐피탈에서 부산은행으로 변경되었다.

## 구단 역사

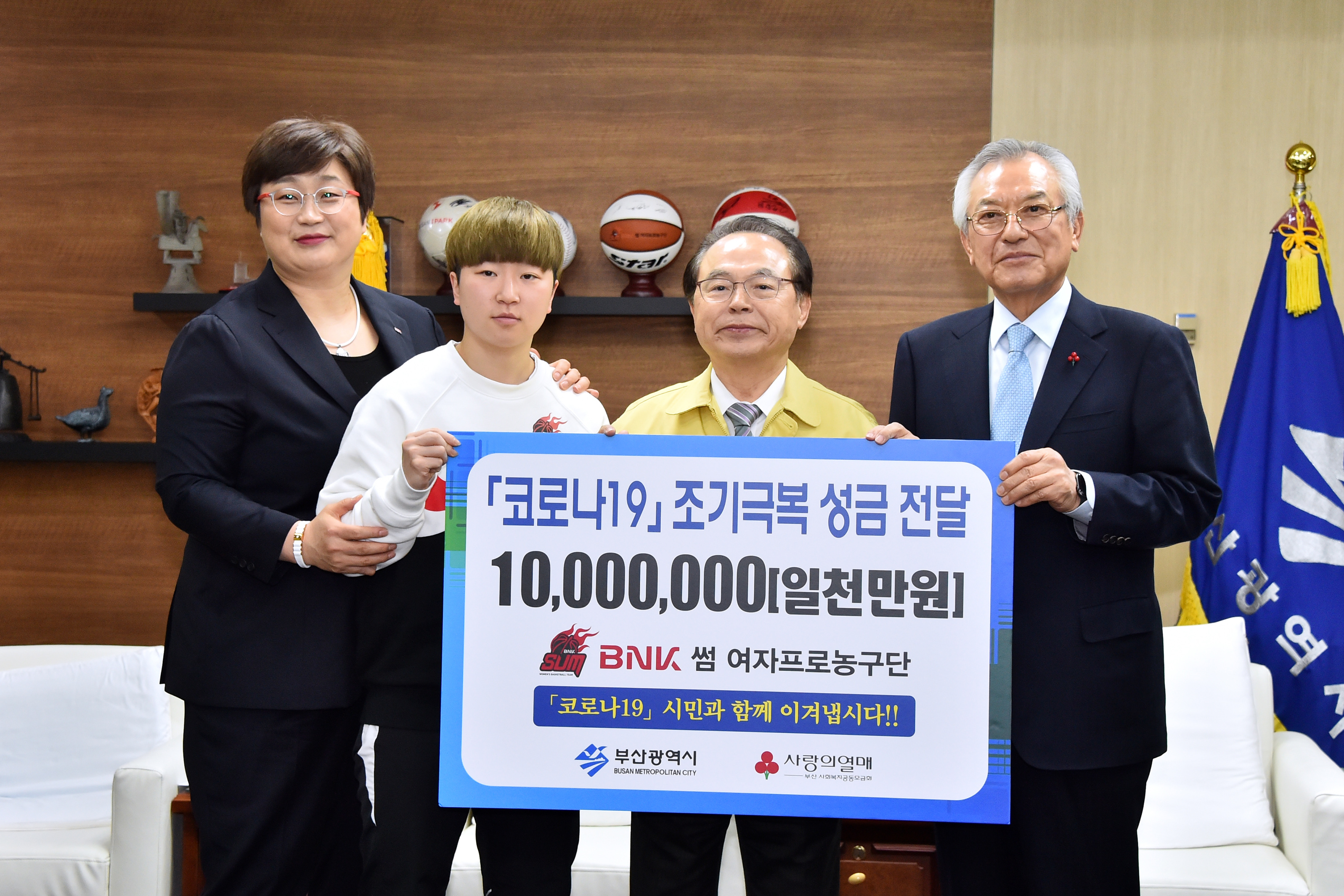
코로나19 극복을 위한 부산광역시 성금 전달식

### 연혁
- 2000년 5월 30일 : 인천광역시를 연고로 구단 창단 (금호생명 팰컨스)
- 2004년 4월 21일 : 2003 - 2004 겨울 리그 우승
- 2005년 4월 12일 : 경기도 구리시로 연고지 이전
- 2007년 5월 18일 : 구단명 변경 (금호생명 레드윙스)
- 2010년 6월 10일 : 모기업의 사명 변경으로 구단명 변경 (KDB생명 위너스)
- 2018년 10월 1일 : KDB생명 위너스 해체, 구단명 변경 (WKBL 위탁운영 팀), 경기도 수원시로 연고지 임시 이전
- 2018년 10월 24일 : OK저축은행이 2018~2019 시즌 네이밍 스폰서로 참여
- 2018년 10월 26일 : 구단명 확정 (OK저축은행 읏샷)
- 2019년 4월 4일 : 구단명 (부산 BNK 썸) 확정 및 부산광역시로 연고지 이전
- 2019년 4월 8일 : 부산 BNK 썸 정식 창단
- 2025년 3월 20일 : 2024 - 2025 챔피언결정전 우승

### 2000-2018: 금호생명/KDB생명 시대
출범 이후 5개의 팀만 가지고 리그를 진행하기에는 팀이 부족했다. 그래서 팀 창단을 위해 동분서주한 결과 당시 동아생명을 인수해 새롭게 금호생명으로 탄생하던 금호아시아나그룹이 인수해서 금호생명 팰컨스라는 팀이 창단되었고, 창단 당시 연고지는 인천이었다. 급하게 만들었기 때문에 신인 지명을 통해 선수 수급을 한 것이 아니라 기존 팀에서 2명씩 전력보강선수로 지명해 10명의 선수를 급조해서 만들었고, 그 덕분에 창단 초기에는 꼴찌에 머물렀다. 그래서 외국인 선수를 2명씩 쓰게 하기도 했다. 그러다가 코리아텐더의 코치 및 감독대행 출신으로 당시 MBC의 농구해설위원으로 있었던 김태일을 2003년에 신임 감독으로 영입한 후, 과감한 투자로 2004년 겨울리그 정상에 오른다. 김지윤, 이언주 등을 FA로 영입하면서 단숨에 팀 전력을 강화시켰다. 이에 힘입어 정규 시즌 2위를 차지한 후 챔피언 결정전에서 용인 삼성생명 블루밍스를 누르고 사상 첫 우승을 차지했고, 이는 금호생명-KDB생명 역사상 유일한 팀 우승 기록이다.2005년 겨울 시즌에도 챔피언결정전에 올라왔지만, 아쉽게 준우승에 머물렀다. 그 후로는 하위권과 중위권을 오르내렸고 2006년 겨울 시즌, 2007-2008 시즌부터 2009-2010 시즌까지 4번의 포스트시즌에 올랐지만 우승과는 거리가 멀었다.
2005년 4월 12일에는 연고지를 인천광역시에서 경기도 구리시로 이전했다.
2010년 초 금호아시아나그룹이 유동성 위기에 빠지면서 금호생명을 매물로 내놓았고, 이 때문에 농구단의 존폐에 대하여 설왕설래가 오갔지만 금호생명을 인수한 한국산업은행이 금호생명을 KDB생명으로 이름을 바꾸고 농구단을 존치시켰다. 남자농구 프로화 때 한국산업은행 농구단을 삼보컴퓨터에 인계하면서 농구에서 손을 뗀 후, 금호생명을 인수하면서 산업은행이 사실상 농구판에 다시 뛰어든 셈인 것이다. 이 무렵 이상윤 감독이 계약 만료 후 물러났고, 김영주 코치가 감독으로 승격했다.
2010-11 시즌에는 4강 플레이오프에서 삼성생명을 맞아 3승 1패로 꺾고 챔피언 결정전에 진출했는데, 이 시리즈는 시즌 최고의 명승부로 꼽히기도 했지만 정작 파이널에 가서는 신한은행에 3전 전패로 스윕당하면서 준우승에 그쳤다. 2010-11 시즌 준우승을 바탕으로 2011-12 시즌 신한은행의 대항마로 떠오른 KDB생명은 주장 신정자를 중심으로 한채진, 조은주, 김보미 등이 경기당 10점 내외의 고른 활약을 펼치고 있고 끈끈한 수비가 인상적인 플레이를 보여 주었다. 다만 공격의 시작이라 할 수 있는 포인트가드 이경은을 비롯해 주전급 선수들의 크고 작은 부상이 안타까웠다. 2011-12 시즌에는 내내 신한은행의 대항마로 떠올랐지만 넘사벽스런 경기차가 유지되며 일찌감치 1위가 좌절됐고, 청주 KB 스타즈와 삼성생명이 뒤따르면서 2위 수성도 쉽지 않았지만 결국 국민은행을 제치고 정규시즌 준우승을 차지했다. 그러나 플레이오프에서 국민은행에 발목잡히면서 2시즌 연속 챔피언 결정전 진출에는 실패했다.
2011-12 시즌 이후 선수들과 불화를 겪던 김영주 감독을 경질하고, 후임으로 WKBL 역사상 최초로 여성 감독인 이옥자 전 일본 샹송화장품 감독을 임명했다. 그러나 최초의 여성 감독을 맞아 야심차게 출발한 시즌은 최악의 흑역사가 됐다. 베테랑 신정자는 건재했지만 오랜 현장 공백을 극복하지 못한 이옥자 감독의 전술 부재가 겹치면서 시즌 막판에는 이문규 코치가 코치 자격으로 감독의 지휘권을 대행하는 초유의 일까지 벌어졌을 정도였고, 결국 이옥자 감독은 시즌 후 사퇴했다.
2013년에 에어컨 리그가 열리자 신임 감독으로 1996년에 현역에서 은퇴한 후 평범한 한국산업은행의 은행원으로 지내며 동호인 농구팀 감독을 하던 안세환 씨가 임명됐다. 그가 모기업인 옛 한국산업은행 농구단 선수 출신이기는 하지만, 은퇴 후 현장에서 오랫동안 멀어져 있었던 터라 우려가 많았다. 물론 코치는 여자 농구의 전설인 유영주와 프로 출신으로 고교 코치를 역임한 최명도를 임명해서 경험을 보완한다지만, 사상 초유의 실험을 시도한 결과에 귀추가 주목됐다. 이경은-한채진-이연화-강영숙-신정자의 국가대표급 라인업으로 우승 후보로 점쳐졌으나 결국 5위로 시즌을 마감했다. 시즌이 끝난 후 최명도 코치는 모교인 경희대학교의 코치로 자리를 옮겼고, 박수호 코치를 새로 영입했다. 그러나 2014-15 시즌도 연패로 출발하면서 안세환 감독의 지도력에 의문이 늘어만 갔고, 급기야 코칭스태프들 의견 충돌까지 발생하고 말았다. 결국 2014년 12월 30일 안세환 감독이 물러나고 박수호 코치가 감독 대행을 맡게 되었다. 2015년 1월 28일 신한은행과 2:2 트레이드를 단행하여 신정자와 김채은을 내주고, 조은주와 허기쁨을 받으면서 조은주는 2년만에 친정 팀으로 컴백했다.
시즌을 최하위로 마감한 KDB생명은 2015년 3월 27일에 김영주 전 감독을 재영입했다. 2015년 7월에 열린 박신자컵 서머리그에서 4전 전승으로 우승을 차지하였지만 정작 2015-16 시즌 들어서는 선수들이 패배 의식에 물든 탓이었는지 좀처럼 치고 나가지 못했고 결국 2년 연속 최하위로 시즌을 마감하였다. 2016-17 시즌에는 아산 우리은행 위비를 제외한 타 구단들의 부진을 틈타서 3위까지 올라갔으며 2월 14일 현재 3위부터 꼴찌까지의 반 게임차 3위 싸움이 벌어지는 형세였다. 그러나 후반기에 5연패를 당하면서 플레이오프 탈락의 쓴잔을 마셨다. 2017-18 시즌에도 역시 반환점을 돌아간 시점에서 최하위로 처졌고, 결국 2018년 1월 8일 김영주 감독이 사퇴했다. 박영진 코치가 감독 대행으로 팀을 추스렸으나, 2017년 12월 9일 삼성생명전 승리 이후 시즌 최종전까지 한 번도 이기지 못하고 22연패를 기록하며 4승 31패의 처참한 성적으로 시즌을 마감했다. 2018년 3월 7일에 열린 하나은행과의 경기가 KDB생명이라는 이름으로 출전하는 고별전이 되었고, 이 경기를 끝으로 KDB생명은 역사 속으로 사라졌다.

### 2018: WKBL 위탁운영
구리 KDB생명 위너스의 위탁 운영을 결정한 한국여자농구연맹은 4월 3일 새로운 감독 공모를 시작하였다. 4월 30일, 삼성생명과 2014년 아시안 게임 여자 농구 대표팀 코치로 활동했던 정상일을 새로운 감독으로 선임하였다. 이후 지난 시즌 감독 대행을 맡았던 박영진 코치를 선임하고 코칭스태프 구성을 마친 다음 5월 2일부터 수원에서 훈련을 시작하였다.
6월에는 새 시즌을 치르기 위한 홈 경기장으로 서수원칠보체육관과 협의에 들어갔으며 이후 서수원칠보체육관으로 확정되었다. 훈련장으로는 수원보훈재활체육센터를 사용했다.
6월 19일 열린 WKBL 외국인 선수 선발회에서는 추첨 결과 2순위 지명권을 얻어 WNBA 애틀랜타 드림 소속이자 지난 시즌 청주 KB국민은행 스타즈에서 활약하기도 한 다미리스 단타스를 지명하였다.
8월부터 9월까지 열린 2018 박신자컵 서머리그에서는 2승 3패를 거두며 최종 순위 5위를 기록하였다. 10월 1일부로 KDB생명 명칭 사용 권한이 해제되어 WKBL 위탁운영팀이란 팀명을 사용하게 되면서, 2018 박신자컵은 구리 KDB생명 위너스 팀명으로 참가한 마지막 대회가 되었다.
10월 4일부터 11일까지 중국 상하이에서 전지 훈련을 실시하였다. 지난 시즌에는 유일하게 국내 전지 훈련을 실시했으나, 최근까지 중국 상하이에서 지도자로 활동한 정상일 감독이 지원을 얻어 실시되었다.

### 2018-2019: OK저축은행 네이밍 스폰서
2018년 10월 24일, 시즌 개막을 열흘 앞두고 OK저축은행이 2018-19 시즌 네이밍 스폰서로 참가한다고 발표하였다. 이에 따라 WKBL 위탁운영팀이 아닌 OK저축은행을 팀명에 달고 리그에 참가하게 되었다. 이틀 후인 10월 26일, 팀명을 기존 OK저축은행 러시앤캐시에서 OK저축은행 읏샷으로 변경하였다. 리그 개막 전, 정상일 감독은 인터뷰에서 라운드당 2승이 목표라고 밝혔다.
11월 5일 열린 부천 KEB하나은행과의 개막전이자 홈 첫경기에서 89-85로 승리하며, 22연패로 마친 지난 시즌의 연패를 끊어냈다. 12월 26일에는 안혜지가 이번 시즌 팀 최초이자 개인 통산 최초로 3라운드 MIP를 수상하였다.
2019년 1월 8일 열린 WKBL 신입선수 선발회에서는 지난 시즌 최하위를 기록하며 가장 높은 1순위 추첨 확률을 가졌으나, 추첨 결과 2순위 지명권을 획득하였다. 1라운드 2순위로 인성여고의 이소희, 2라운드 5순위로 분당경영고의 임예솔 두 가드를 선발하였다.
1월 12일 신한은행전 76-62, 1월 14일 KEB하나은행전 74-69 승리를 거두며 2016-17 시즌 이후 2시즌만에 첫 연승을 기록하며 4라운드를 마쳤다. 같은 날 경기 전에 열린 WKBL 퓨처스리그 개막전에서는 5명의 선수로만 경기를 펼쳤으나 49-64로 KEB하나은행에게 패배하였다.
1월 18일 우리은행전에서 64-60으로 승리하며 이번 시즌 우리은행전 첫 승리를 기록하였다. 이는 2013-14 시즌. 2014년 3월 13일 우리은행전 승리 이후 5시즌 (4년 10개월 5일) 만에 기록한 우리은행전 승리이자 우리은행 상대 32연패를 끊어낸 승리이다. 또 팀의 시즌 연승도 3연승으로 이어나가며 5시즌만에 3연승을 기록하였다.
13승 22패를 기록하며 정규리그 4위로 시즌을 마무리하였다. 1시즌 동안 사령탑을 맡은 정상일 감독은 시즌 후 인천 신한은행 에스버드의 감독으로 자리를 옮겼다.

### 2019-현재: 부산 BNK 썸 출범
2018-19 시즌이 진행 중이던 2019년 2월 말에 BNK금융지주의 자회사인 BNK캐피탈이 WKBL이 위탁 운영 중인 수원 OK저축은행 읏샷 팀의 인수 의사를 밝혔다고 한다. 시즌 종료 후 BNK캐피탈이 구단 인수를 완료하여 부산 BNK 썸으로 정식 창단되었다. 새롭게 출범하는 부산 BNK 썸의 신임 감독으로는 유영주 해설위원이 선임되었으며, 코치로는 지난 시즌까지 인천 신한은행 에스버드에서 코치로 활동했던 최윤아와 2016-2017 시즌까지 아산 우리은행 위비에서 활동한 뒤 은퇴한 양지희가 발탁되었다. 2019년 4월 24일 한국여자농구연맹 회원사로 가입하였으며, 신생 구단 창단 혜택으로 2019-20 시즌 외국인 선수 전체 1순위 지명권을 얻게 되었다. 2019년 6월 24일, 롯데호텔 부산에서 공식 창단식이 열렸다. 또한, WKBL 최초로 경남 창원과 진주, 울산에서도 홈 경기가 열리게 되면서 부산뿐만 아니라 울산과 경남 전역으로 확대됨에 따라, 여자프로농구 경기를 접할 수 있는 기틀을 마련했다. 이는 KBL 전주 KCC 이지스와 같은 사례이다.
2020-2021 시즌을 마친 후 유영주 감독이 성적 부진으로 사퇴하자, 후임 감독으로 지역 출신 농구인인 박정은을 영입했다. 같은 시기에 에어컨 리그가 열리자 KBL의 연고지 정착 정책으로 KT 남자 프로농구단이 부산광역시를 떠나 경기도 수원시로 연고지를 이전하면서 사직실내체육관에 공백이 생기게 됐고, 이에 부산 BNK 썸은 2021년 8월 11일에 금정체육관에서 사직실내체육관으로 홈 경기장을 이전했다. 이후 KCC 이지스가 부산광역시로 연고지를 옮겨 오면서, 사직실내체육관에서는 남자 농구와 여자 농구가 모두 열린다.
박정은 감독을 영입한 후, 2022-2023 시즌에 BNK 창단 이래 처음으로 챔피언결정전 진출에 성공했다. 그러나 결승전에서는 우리은행에 3전 3패로 스윕패를 당하며 준우승에 그쳤다.
2023-2024 시즌에는 주전 선수들이 잇따라 부상을 당한 데다가, 시즌 막판에는 구단 내부에서 직장 내 괴롭힘 사건까지 발생하는 내홍이 발생하며 6승 24패로 최하위에 그쳤다. 이에 에어컨 리그가 열리자마자 프런트 조직 개편에 들어갔다.
2024-2025 시즌에는 정규리그 최다 관중 기록을 세웠으며, 정규 리그 2위를 차지한 후 삼성생명과의 플레이오프에서 승리하며 2번째로 챔피언결정전에 진출했다. 상대는 2년 전에 맞붙었던 우리은행이다. 그리고 우리은행과의 아산 원정에서 2연승을 거둔 후, 사직 홈으로 내려와서 3차전도 승리해 3연승으로 스윕승을 거두며 BNK 출범 첫 우승을 차지했다. 이 우승 기록은 부산 연고 프로 스포츠 팀 최초로 부산 홈 경기장에서 거둔 우승이다.

## 시즌별 기록
| WKBL 챔피언 | 플레이오프 진출 |

| 시즌                   | 순위            | 승              | 패              | 승률            | 승차            | 플레이오프                                                      |
| 금호생명 팰컨스        | 금호생명 팰컨스 | 금호생명 팰컨스 | 금호생명 팰컨스 | 금호생명 팰컨스 | 금호생명 팰컨스 | 금호생명 팰컨스                                                 |
| ---------------------- | --------------- | --------------- | --------------- | --------------- | --------------- | --------------------------------------------------------------- |
| 2000 여름              | 6위             | 1               | 19              | .050            | 14              |                                                                 |
| 2001 겨울              | 6위             | 1               | 9               | .100            | 7               |                                                                 |
| 인천 금호생명 팰컨스   |                 |                 |                 |                 |                 |                                                                 |
| 2001 여름              | 6위             | 5               | 20              | .200            | 14              |                                                                 |
| 2002 겨울              | 6위             | 8               | 17              | .320            | 8               |                                                                 |
| 2002 여름              | 6위             | 3               | 12              | .200            | 7               |                                                                 |
| 2003 겨울              | 6위             | 7               | 13              | .350            | 7               |                                                                 |
| 2003 여름              | 6위             | 2               | 18              | .100            | 14              |                                                                 |
| 2004 겨울              | 3위             | 11              | 9               | .550            | 3               | 플레이오프 승리(국민은행) 2–1 챔피언결정전 승리(삼성생명) 3–1   |
| 2005 겨울              | 2위             | 11              | 9               | .550            | 2               | 플레이오프 패배 (국민은행) 0–2                                  |
| 구리 금호생명 팰컨스   |                 |                 |                 |                 |                 |                                                                 |
| 2005 여름              | 5위             | 8               | 12              | .400            | 7               |                                                                 |
| 2006 겨울              | 4위             | 9               | 11              | .450            | 6               | 플레이오프 패배 (우리은행) 0–2                                  |
| 구리 금호생명 레드윙스 |                 |                 |                 |                 |                 |                                                                 |
| 2006 여름              | 6위             | 4               | 11              | .267            | 6               |                                                                 |
| 2007 겨울              | 6위             | 3               | 17              | .150            | 14              |                                                                 |
| 2007-08                | 3위             | 22              | 13              | .629            | 7               | 플레이오프 패배 (삼성생명) 1–3                                  |
| 2008-09                | 3위             | 21              | 19              | .525            | 16              | 플레이오프 패배 (삼성생명) 1–3                                  |
| 2009-10                | 4위             | 20              | 20              | .500            | 10              | 플레이오프 패배 (신한은행) 0–3                                  |
| 구리 KDB생명 위너스    |                 |                 |                 |                 |                 |                                                                 |
| 2010-11                | 3위             | 18              | 17              | .514            | 11              | 플레이오프 승리(삼성생명) 3–1 챔피언결정전 패배 (신한은행) 0–3  |
| 2011-12                | 2위             | 24              | 16              | .600            | 5               | 플레이오프 패배 (KB 스타즈) 1–3                                 |
| 2012-13                | 6위             | 13              | 22              | .371            | 11              |                                                                 |
| 2013-14                | 6위             | 14              | 21              | .400            | 11              |                                                                 |
| 2014-15                | 6위             | 6               | 29              | .171            | 22              |                                                                 |
| 2015-16                | 5위             | 7               | 28              | .200            | 21              |                                                                 |
| 2016-17                | 5위             | 13              | 22              | .371            | 20              |                                                                 |
| 2017-18                | 6위             | 4               | 31              | .114            | 25              |                                                                 |
| 수원 OK저축은행 읏샷   |                 |                 |                 |                 |                 |                                                                 |
| 2018-19                | 4위             | 13              | 22              | .371            | 16              |                                                                 |
| 부산 BNK 썸            |                 |                 |                 |                 |                 |                                                                 |
| 2019-20                | 5위             | 10              | 17              | .370            | 11              |                                                                 |
| 2020-21                | 6위             | 5               | 25              | .167            | 17              |                                                                 |
| 2021-22                | 4위             | 12              | 18              | .400            | 13              | 플레이오프 패배 (KB 스타즈) 0–2                                 |
| 2022-23                | 2위             | 17              | 13              | .567            | 8               | 플레이오프 승리 (삼성생명) 2–0 챔피언결정전 패배 (우리은행) 0–3 |
| 2023-24                | 6위             | 6               | 24              | .200            | 21              |                                                                 |

### 역대 전적
| 전적                                               | 승  | 패  | 승률 |
| -------------------------------------------------- | --- | --- | ---- |
| 인천 금호생명 팰컨스 정규리그 전적 (2000-2005)     | 49  | 126 | .280 |
| 구리 금호생명 팰컨스 정규리그 전적 (2005-2006)     | 17  | 23  | .425 |
| 구리 금호생명 레드윙스 정규리그 전적 (2006-2010)   | 70  | 80  | .467 |
| 구리 KDB생명 위너스 정규리그 전적 (2010-2018)      | 99  | 186 | .347 |
| 수원 OK저축은행 읏샷 정규리그 전적 (2018-2019)     | 13  | 22  | .371 |
| 부산 BNK 썸 정규리그 전적 (2019-현재)              | 44  | 73  | .376 |
| 역대 정규리그 전적 (2000-현재)                     | 292 | 510 | .364 |
| 인천 금호생명 팰컨스 포스트시즌 전적 (2000-2005)   | 5   | 4   | .556 |
| 구리 금호생명 팰컨스 포스트시즌 전적 (2005-2007)   | 0   | 2   | .000 |
| 구리 금호생명 레드윙스 포스트시즌 전적 (2007-2010) | 2   | 9   | .182 |
| 구리 KDB생명 위너스 포스트시즌 전적 (2010-2018)    | 4   | 7   | .364 |
| 부산 BNK 썸 포스트시즌 전적 (2019-현재)            | 2   | 5   | .000 |
| 역대 포스트시즌 전적 (2000-현재)                   | 13  | 27  | .325 |

## 역대 감독
| 순번     | 재임 기간       | 이름   |
| -------- | --------------- | ------ |
| 1대      | 2000년 ~ 2001년 | 이병국 |
| 2대      | 2001년          | 최경덕 |
| 3대      | 2001년 ~ 2003년 | 신동찬 |
| 4대      | 2003년 ~ 2006년 | 김태일 |
| 5대      | 2006년 ~ 2007년 | 서대성 |
| 6대      | 2007년 ~ 2010년 | 이상윤 |
| 7대      | 2010년 ~ 2012년 | 김영주 |
| 8대      | 2012년 ~ 2013년 | 이옥자 |
| 9대      | 2013년 ~ 2014년 | 안세환 |
| 감독대행 | 2014년 ~ 2015년 | 박수호 |
| 10대     | 2015년 ~ 2018년 | 김영주 |
| 감독대행 | 2018년          | 박영진 |
| 11대     | 2018년~ 2019년  | 정상일 |
| 12대     | 2019년~ 2021년  | 유영주 |
| 13대     | 2021년 ~ 현재   | 박정은 |

## 수상

### 우승
- WKBL 챔피언 결정전
  - 우승 (1): 2004 겨울
  - 준우승 (2): 2010-2011, 2022-2023

- WKBL 퓨처스리그
  - 우승 (3): 2014, 2016, 2017
  - 준우승 (1): 2015

- 박신자컵 서머리그
  - 우승 (2): 2015, 2017
  - 준우승 (1): 2016

### 개인상
WKBL 챔피언 결정전 MVP
- 김지윤 – 2004 겨울

WKBL 정규리그 MVP
- 신정자 – 2012

## 응원단
아나운서 : 남재동
응원단장 : 신대권
치어리더 : 김연정, 김유나, 박재령, 박지민, 서유림, 김새별 박세아 박윤혜 이지원 강지유

## 참고 문헌
- “스포츠지원포털 등록 현황”. 대한체육회.
- “한국여자프로농구 히스토리”. 한국여자농구연맹.

## 같이 보기
- 부산 BNK 썸 WBT R